# Adelija Tigranowna Petrossjan
Adelija Tigranowna Petrossjan (russisch Аделия Тиграновна Петросян; englische Transkription Adeliia Petrosian; * 5. Juni 2007 in Moskau) ist eine russische Eiskunstläuferin, die im Einzellauf startet. Sie ist die Russische Meisterin von 2024.

## Karriere
Petrossjan nahm in der Saison 2021/22 an der ISU-Junioren-Grand-Prix-Serie teil. Sie gewann dabei eine Bronzemedaille in der Slowakei und eine Goldmedaille in Slowenien. Bei den russischen Meisterschaften trat sie in dieser Saison bereits bei den Erwachsenen an. Sie wurde dort im Gesamtergebnis Vierte, wobei sie in ihrer Kür zwei vierfache Rittberger zeigte. Dieses Element wurde in internationalen Wettbewerben der Internationalen Eislaufunion noch nie von einer Frau gezeigt (bei den Männern 2016 von Yuzuru Hanyū).:S. 17 Nach dem späteren Titelverlust von Kamila Walijewa im Zusammenhang mit einem Dopingvorwurf verbesserte sich Petrossjan im Nachhinein auf den dritten Platz bei den russischen Meisterschaften 2022.
Nach einem fünften Platz im Jahr 2023 wurde Petrossjan Russische Meisterin für das Jahr 2024. Nach der Saison 2021/22 nahm Petrossjan nicht mehr an internationalen Wettbewerben teil, da die Internationale Eislaufunion im April 2022, nach dem russischen Überfall auf die Ukraine, alle Athleten aus Russland von ihren Wettbewerben ausschloss.